# Belgische federale verkiezingen 2003/Kandidatenlijsten/sp.a-spirit
Dit zijn de kandidatenlijsten van het kartel sp.a-spirit voor de Belgische federale verkiezingen van 2003. De verkozenen staan vetgedrukt.

## Antwerpen

### Effectieven
1. Patrick Janssens
2. Els Van Weert (Spirit)
3. Jan Peeters
4. Greet van Gool
5. Rony Cuyt
6. Kathleen Deckx
7. Anissa Temsamani
8. Hilde Wyninckx
9. Dimitri Gevers
10. Karin Heremans
11. Gino Veraart
12. Suzan Pemen (Spirit)
13. Peter De Ridder
14. Ann Publie
15. Marc De Laet
16. Agnes Aerts
17. Maria Moeskops
18. Mike De Herdt
19. Christel Birchen
20. Gust Adriaensen
21. Frank Hosteaux
22. Herman Lauwers (Spirit)
23. Kathleen Van Brempt
24. Robert Voorhamme

### Opvolgers
1. Maya Detiège
2. Koen T'Sijen (Spirit)
3. David Geerts
4. Inga Verhaert
5. Frank Sels
6. An Laenen
7. Jim Deridder
8. Walter Van Dongen
9. Ivan Van der Taelen
10. Isabelle Van Hiel
11. David Staes
12. Els Madereel (Spirit)
13. Monica De Coninck

## Brussel-Halle-Vilvoorde

### Effectieven
1. Frank Vandenbroucke
2. Bert Anciaux (Spirit)
3. Yamila Idrissi
4. Else De Wachter
5. Werner Daem
6. Heidi De Craen (Spirit)
7. Martine Lemonnier
8. Jean-Pierre De Groef
9. Yvette Luypaert
10. Dirk Lodewijk
11. Magda Vanderoost (Spirit)
12. Pol Verhaevert
13. Helena Van Driessche
14. John De Ridder
15. Inge Liebaers
16. Rudy Van Belle
17. Mieke De Win
18. Annie Meulenyser
19. Milan Roex
20. Lydia De Pauw
21. Klaas Van Audenhove
22. Robert Delathouwer

### Opvolgers
1. Hans Bonte
2. Walter Muls (Spirit)
3. Saida Sakali
4. Tom Troch
5. Izolda Ferho-Baguirova (Spirit)
6. Marijke De Vis
7. Johan Van Win
8. Huguette Vergison
9. Véronique Dooms
10. Toine De Coninck
11. Anne Van Asbroeck
12. Leo Peeters

## Leuven

### Effectieven
1. Saïd El Khadraoui
2. Karin Jiroflee
3. Geert Schellens
4. Katrijn Vanden Driessche (Spirit)
5. Marc Florquin
6. Griet Vandewijngaerden
7. Marcel Logist

### Opvolgers
1. Stijn Bex (Spirit)
2. Yvette Mues
3. Griet Lissens
4. Greta Teugels
5. René Swinnen
6. Bruno Tobback

## Limburg

### Effectieven
1. Steve Stevaert
2. Peter Vanvelthoven
3. Hilde Claes
4. Jules D'Oultremont
5. Els Robeyns
6. Willy Wilms (Spirit)
7. Ingrid Erlingen
8. Els Hermans
9. Christel De Cuyper
10. Gerard Stassen
11. Erika Graulus
12. Guy Swennen

### Opvolgers
1. Annemie Roppe (Spirit)
2. Chokri Mahassine
3. Anne-Marie Baeke
4. Charles Moyaerts
5. Jean-Paul Peuskens
6. Guy Vrijs
7. Magda Raemaekers

## Oost-Vlaanderen

### Effectieven
1. Freya Van Den Bossche
2. Paul Van Grembergen (Spirit)
3. Dirk Van Der Maelen
4. Daan Schalck
5. Magda De Meyer
6. Jeska Verleyen
7. Patrick Jacobs
8. Bart Van Malderen
9. Marcel De Sloover (Spirit)
10. Carine Seynaeve
11. Freddy De Vilder
12. Marie-Paule De Leeuw
13. Katie Van Cauwenberge
14. Peggy Van Hecke
15. Kurt De Loor
16. Marjon Thienpondt
17. Marianne De Baedts
18. Mimi De Graef-Wuyts (Spirit)
19. Koenraad Raes
20. Julien Verstraeten

### Opvolgers
1. Annelies Storms (Spirit)
2. Magda De Meyer
3. Cemal Cavdarli
4. Dylan Casaer
5. Tom Vermeire
6. Goedele De Cock (Spirit)
7. Alice De Wilde
8. Willy Van Hove
9. Katja Daman
10. Gunther Deriemaker
11. Freddy Willockx

## West-Vlaanderen

### Effectieven
1. Johan Vande Lanotte
2. Renaat Landuyt
3. Dalila Douifi
4. Philippe De Coene
5. Michèle Hostekint
6. Jurgen Vanlerberghe
7. Tamara Schotte
8. Jasmijn Bonte (Spirit)
9. Christine Beke
10. Carlo Daelman
11. Anne Van Winkel
12. Veerle Deconinck
13. Youro Casier
14. Jan Fonteyne (Spirit)
15. Patrick Van Gheluwe
16. Myriam Vanlerberghe

### Opvolgers
1. Geert Lambert (Spirit)
2. Patrick Lansens
3. Els Haegeman
4. Peter Roose
5. Viviane Deconinck
6. Sofie De Smet-Demurie
7. Lieve Favoreel-Craeynest
8. Jacky Maes
9. Gilbert Bossuyt

## Senaat

### Effectieven
1. Steve Stevaert
2. Bert Anciaux (Spirit)
3. Myriam Vanlerberghe
4. Fatma Pehlivan
5. Staf Nimmegeers
6. Mimount Bousakla
7. Fouad Ahidar (Spirit)
8. Christel Geerts
9. Bart Bronders
10. Tanya Van Cleven
11. Stefaan Thijs
12. Viviane Sorée
13. Lili Huyberechts (Spirit)
14. Geert Van Goethem
15. Patrick Grootjans
16. Veerle Vivijs
17. Fons Lemmens
18. Christine Depoortere
19. Ives Goudeseune
20. Denise Vandevoort
21. Peter Corens
22. Tuur Van Wallendael
23. André Van Nieuwkerke
24. Gracienne Van Nieuwenborgh
25. Monica De Coninck

### Opvolgers
1. Ludwig Vandenhove
2. Lionel Vandenberghe (Spirit)
3. Caroline Gennez
4. David Geerts
5. Jens Vanhooren
6. Stijn Coppejans (Spirit)
7. Nicole Van Emelen
8. Kerste Van Grembergen (Spirit)
9. Nathalie De Block
10. Anita Olyslaegers
11. Sylvain Sleypen
12. Anne Van Lancker
13. Nelly Maes (Spirit)
14. Louis Tobback